# Rostlinná smetana

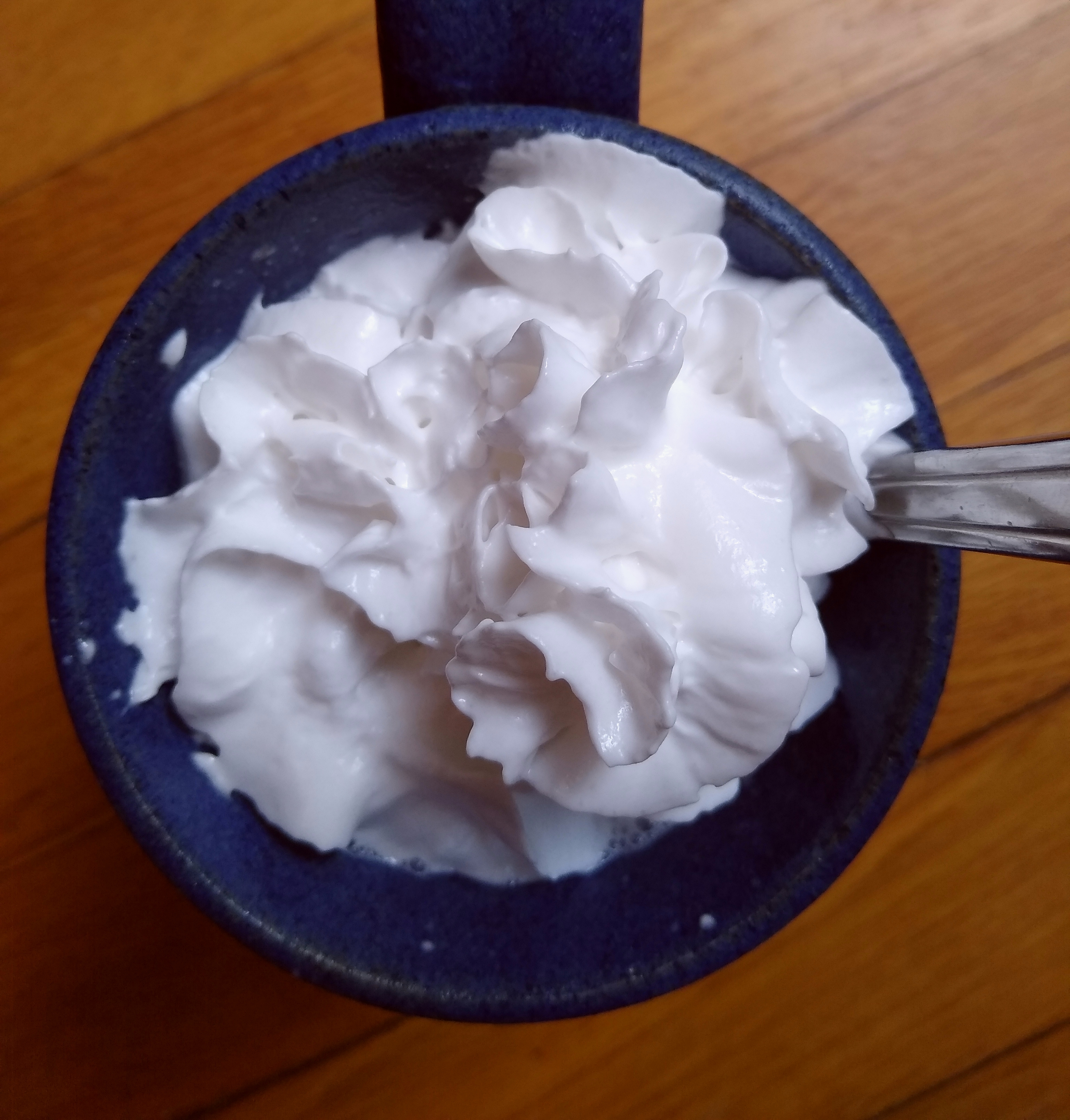
Veganská šlehačka z kokosového základu

Rostlinná smetana je náhražka mléčné smetany vyrobená bez použití živočišného mléka. Obvykle se vyrábí mletím rostlinného materiálu do podoby husté tekutiny, do které se přidávají gumy, které napodobují viskozitu a pocit v ústech připomínající živočišnou smetanu. Běžnými variantami jsou sójová smetana, kokosová smetana a kešu smetana. Používá se jako poleva na dezerty i při výrobě řady dalších pokrmů a nápojů.
Některé imitace smetany obsahují směs nemléčných a mléčných složek. Například Cool Whip obsahuje určité množství mléka, Elmlea prodává jak plně rostlinné, tak i směsné alternativy čistě mléčné smetany.

## Výživové údaje
Podle studie z roku 1998 obsahovala veganská smetana podobný obsah kalorií i tuků, ale ve veganské bylo méně nasycených tuků a vyšší obsah polynenasycených tuků. Veganská smetana však obsahovala málo vitamínu A, žádný vitamín D a méně vápníku, než mléčná smetana.